# Ed Bradley
Edward Rudolph Bradley, Jr., mais conhecido como Ed Bradley (Filadélfia, 22 de Junho de 1941 — Nova Iorque, 9 de Novembro de 2006) foi um jornalista estadunidense. 
Fez sua carreira a serviço da CBS, tendo ficado célebres as suas reportagens para o programa 60 minutes. Ficou ferido enquanto cobria a guerra do Vietname. Tornou-se o primeiro correspondente negro da Casa Branca (1976-1978). 
Venceu 19 prémios Emmy, entre outros galardões. Ed Bradley foi durante 25 anos um dos jornalistas do "60 minutes" e um dos mais conhecidos jornalistas negros da televisão. Era também apreciador de jazz, adoptando Nova Orleães como o seu local de eleição.
Foi o único jornalista da televisão a entrevistar Timothy McVeigh, condenado à morte e executado pelo atentado à bomba contra o edifício federal de Oklahoma City que fez 168 mortos e centenas de feridos em 1995.
Entre os seus trabalhos e mais distinguidos estão os que realizou sobre abusos sexuais no seio da Igreja Católica nos EUA, sobre doentes de cancro cerebral, sobre o tiroteio ocorrido num liceu em Columbine (Colorado), em Abril de 2001, e sobre as consequências do Furacão Katrina em Nova Orleães, em 2005.
Considerado um dos mais brilhantes jornalistas afro-americanos da televisão norte-americana, entrou na CBS na qualidade de colaborador da delegação de Paris em 1971. Um ano depois foi enviado para a delegação de Saigão e ali permaneceu até 1974, ano em que regressou a Washington depois de ter ficado ferido no Camboja.
Faleceu a 9 de Novembro de 2006, aos 65 anos devido a uma leucemia.